# Dubravka Češka

Dubravka Češka (češko Doubravka Přemyslovna, poljsko Dobrawa Przemyślidka) je bila češka kneginja iz dinastije Přemyslidov in po poroki z Mjaškom I. vojvodinja Poljanov, * ok. 940/945, † 977.
Bila je hčerka češkega vojvode Boleslav I. Okrutnega in morda njegove skrivnostne žene Biagote.
Starejši viri trdijo, da je Dubravka leta 966, leto po poroki, pozvala svojega moža Mješka I., naj se krsti. Sodobni zgodovinarji menijo, da je bila Mješkova spreobrnitev v krščanstvo ena od določb poljsko-češkega sporazuma, sklenjenega malo pred njegovo poroko z Dubravko. Njena vloga pri njegovi spreobrnitvi zdaj ne velja za tako pomembno, kot je pogosto predstavljena v srednjeveških kronikah.

## Življenje
S prvim poljskim vojvodom  Mješkom I. se je poročila leta 965. Mož je kmalu po poroki sprejel krščanstvo. Krstil ga je češki škof Bohuvid.  Dubravka je veliko prispevala k širjenju krščanstva na Poljskem. Umrla je leta 977 in bila pokopana v stolnici Marijinega vnebovzetja v Gnieznu.
Kronist Kozma Praški je v svoji Kronika Čehov (Chronica Boemorum) v 12. stoletju kritično ocenil Dubravko: "Ko je bila že v visoki starosti, se je poročila s poljskim knezom, snela pokrivalo in si nadela dekliško krono, kar je bila z njene strani velika lahkomiselnost".

## Otroci
Dubravka in Mješko sta imela dva otroka:
- Boleslava I. Hrabrega in hčerko
- Svjatoslavo, ženo švedskega kralja Erika VI. Zmagovitega (Sigrid Ošabna). Po njegovi smrti se je poročila z danskim kraljem Svenom I. Vilobradim.

## Opomba
1. ↑  Dubravka je bila takrat stara 20 do 25 let.